# Okean Nakhodka
El Okean Nakhodka (en ruso: Океан Находка) fue un equipo de fútbol de Rusia que participó en la primera edición de la Liga Premier de Rusia, primera división de fútbol en el país.

## Historia
Fue fundado en el año 1979 en la ciudad de Nakhodka en Primorski Krai, y tres años después ganó la Copa de la Rusia Soviética, copa disputada a nivel amateur en Unión Soviética, así como el título de la liga regional en 1991.
En 1992 se convierte en uno de los equipos fundadores de la Liga Premier de Rusia como uno de los representantes de Rusia en la nueva liga tras la desaparición de la Unión Soviética como el club que estaba más al este de Europa, algo que no tenían las mejores 5 ligas europeas, que para ellas no era posible. En su temporada inaugural terminaron en 13.er lugar.
El club desciende en 1993 y pasa a jugar en la Primera División de Rusia, en la cual estuvo tres temporadas hasta descender en 1996 a la Segunda División de Rusia. En 2011 el club desciende a la Liga de Fútbol Amateur de Rusia, con lo que perdió su estatus de equipo profesional, manteniéndose en la liga hasta que el club fue liquidado en el año 2015.
El club Disputó dos temporadas en la Liga Premier de Rusia, jugando 64 partidos, donde ganó 22, empató 14 y perdió 28, anotando 65 goles y recibiendo 83 para un rendimiento del 41.7%; y disputó 29 partidos en la Copa de Rusia, en donde ganó 8, empató 5 y perdió 16, anotando 28 goles y recibió 53.

## Palmarés
- Liga Regional de Rusia: 1

1992
- Copa Soviética de Rusia: 1

1989

## Jugadores

### Jugadores destacados
| - Oleg Garin - Sergey Sokolov - Konstantin Ledovskikh | - Viktor Fayzulin - Rifäd Timraliýew | - Sergey Lushan - Andrei Rezantsev |

## Entrenadores
- Serguéi Kozlov (2005-06)